# Сиден, Софи
Софи́ Сиде́н (швед. Sofie Sidén; род. 10 апреля 1985, Швеция) — шведская кёрлингистка.
Играет на позиции второго.

## Достижения
- Чемпионат мира по кёрлингу среди юниоров: серебро (2005), бронза (2004).
- Чемпионат Швеции по кёрлингу среди юниоров: золото (2004, 2005, 2006, 2009).[2]

## Команды
| Сезон                                        | Четвёртый          | Третий            | Второй            | Первый            | Запасной                          | Турниры                         |
| -------------------------------------------- | ------------------ | ----------------- | ----------------- | ----------------- | --------------------------------- | ------------------------------- |
| 2003—04                                      | Стина Викторссон   | Anna Viktorsson   | Мария Веннерстрём | Софи Сиден        | Jenny Zetterquist (ЧМЮ)           | ЧШЮ 2004 · ЧМЮ 2004             |
| 2004—05                                      | Стина Викторссон   | Софи Сиден        | Мария Веннерстрём | Jenny Zetterquist | Сабина Краупп (ЧМЮ)               | ЧШЮ 2005 · ЧМЮ 2005             |
| 2005—06                                      | Стина Викторссон   | Мария Веннерстрём | Софи Сиден        | Matilda Rodin     | Сабина Краупп (ЧМЮ)               | ЧШЮ 2006 · ЧМЮ 2006 (8-е место) |
| 2008—09                                      | Анна Хассельборг   | Агнес Кнохенхауэр | Софи Сиден        | Зандра Флюг       | Сара Макманус                     | ЧМЮ 2009 (6 место)              |
| 2014—15                                      | Сара Макманус      | Jonna McManus     | Анна Хухта        | София Мабергс     | Софи Сиден тренер: Матиас Мабергс | ЧШЖ 2015 (6 место)              |
| 2015—16                                      | Jonna McManus      | Карин Рудстрём    | Софи Сиден        | Анна Хухта        |                                   | ЧШЖ 2016 (7 место)              |
| 2024—25                                      | Карин Рудстрём     | Maria Nilsson     | Gunilla Sidén     | Kristin Öström    | Софи Сиден                        | ЧШЖ 2025 (7 место)              |
| Кёрлинг для смешанных команд (mixed curling) |                    |                   |                   |                   |                                   |                                 |
| 2014—15                                      | Маркус Хассельборг | Софи Сиден        | Anton Bertilsson  | Amanda Hörnfeldt  |                                   | ЧШСК 2015 (9 место)             |
| 2015—16                                      | Маркус Хассельборг | Софи Сиден        | Anton Bertilsson  | Amanda Hörnfeldt  |                                   | ЧШСК 2016 (9 место)             |

(скипы выделены полужирным шрифтом)